# Chikkabudanur, Parasgad
Chikkabudanur là một làng thuộc tehsil Parasgad, huyện Belgaum, bang Karnataka, Ấn Độ.